# Jane (Debussy)
Pour les articles homonymes, voir Jane.
Jane est une mélodie de Claude Debussy composée en 1881.

## Composition
Debussy compose Jane au début de l'année 1881, sur un poème de Leconte de Lisle, tiré de ses Poèmes antiques. L'œuvre est dédiée à Marie Vasnier.

## Création
La création a eu lieu à la salle Gaveau, à Paris, le 29 juin 1938, par Claire Croiza.